# Frederikssund Museum
Frederikssund Museum er et kulturhistorisk egnsmuseum, der ligger lige vest for Frederikssund. Det har været en del af Roskilde Museum siden 2015, og viser kulturen omkring Roskilde Fjord og Frederikssund.
Museet ligger i den fredede Jægerspris Færgegård fra 1839, der er placeret i den vestlige ende af Kronprins Frederiks Bro, der forbinder Frederikssund med Hornsherred. I 2016 er museet lukket pga. ombygning.

## Eksterne Henvisninger
- Frederikssund Museum Arkiveret 19. september 2016 hos  Wayback Machine

55°50′28″N 12°01′56″Ø / 55.841227°N 12.032180°Ø